# Гладкохвостый скат
Гладкохвостый скат (лат. Malacoraja senta)— вид хрящевых рыб семейства ромбовых скатов отряда скатообразных. Обитают в северо-западной Атлантике между 54° с. ш. и 40° с. ш и между 74° з. д. и 52° з. д. Встречаются на глубине до 1436 м. Их крупные, уплощённые грудные плавники образуют диск в виде ромба. Максимальная зарегистрированная длина 61 см. Откладывают яйца. Не являются объектом целевого промысла.

## Таксономия
Впервые вид был научно описан в 1885 году как Raja senta. Видовой эпитет происходит от слова лат. sentis. — «шиповник».

## Ареал
Эти батидемерсальные скаты обитают у берегов Канады (Лабрадор, Нью-Фаундленд, Новая Шотландия) и США (Мэн, Нью-Гэмпшир, Нью-Джерси, Нью-Йорк, Род-Айленд). Встречаются в морских и солоноватых водах на глубине 25—1436 м, в основном в диапазоне между 70 и 480 м, при температуре −1,3…+15,7 °C, чаще всего 2,7—10 °C. Предпочитают песчаное, илистое, галечниковое и гравийное дно.

## Описание
Широкие и плоские грудные плавники этих скатов образуют ромбический диск с треугольным рылом и закруглёнными краями. На вентральной стороне диска расположены 5 жаберных щелей, ноздри и рот. На тонком хвосте имеются латеральные складки. У этих скатов 2 редуцированных спинных плавника и редуцированный хвостовой плавник. Диск покрыт шипами, более крупными в передней части. С возрастом задняя часть диска становится свободной от шипов. Имеется несколько шипов в лопаточной области, а также группа шипов вокруг и перед глазами. Вдоль средней линии диска взрослых скатов пролегает ряд мелких колючек, по обе стороны от которого колючки также образуют по одному ряду. У молодых особей на хвосте имеется по 2 бледных поперечных полосы с тёмной окантовкой. Рыло заострённое. Дорсальная поверхность диска бледно-коричневая с многочисленными тёмными пятнышками и неясными отметинами. Вентральная поверхность белая с несколькими бледными пятнами. Максимальная длина оценивается в 61 см.

## Биология
Эти скаты откладывают яйца, заключённые в жёсткую роговую капсулу с выступами на концах. Эмбрионы питаются исключительно желтком. Длина капсулы 5,9 см, ширина 3,8—4,5 см. Длина при появлении на свет около 10 см. Средняя годовая плодовитость самок составляет менее 100 яиц. Самцы и самки достигают половой зрелости при длине 49—57 см и 41—54 см в возрасте 8—10 лет и 8—9,5 лет соответственно. Продолжительность поколения оценивается в 10—13 лет. В канадских водах с глубоной размер скатов этого вида уменьшается. Средняя масса рыб на глубине 50—150 м составляет 0,6 кг (эквивалент длины тела 50 см), на глубине свыше 250 м — 0,4 кг (длина тела 45 см), 500—600 м — 0,2 кг (35 см). Рацион в основном состоит из мелких ракообразных, крупные особи начинают питаться рыбой.

## Взаимодействие с человеком
Эти скаты не являются объектом целевого промысла. Попадаются в качестве прилова. Международный союз охраны природы присвоил виду охранный статус «Уязвимый».